# Mojca Kopač
Mojca Kopač, slovenska umetnostna drsalka, * 2. maj 1975, Ljubljana.
Kopačeva je za Slovenijo nastopila na Zimskih olimpijskih igrah 1992 v Albertvilleu, Zimskih olimpijskih igrah 1998 v Naganu in Zimskih olimpijskih igrah 2002 v Salt Lake Cityju.
V Albertvillu ni dokončala svojega programa, v Naganu je osvojila 23., v Salt Lake Citiju pa 22. mesto.